# Heiskalansaari (ö i Norra Savolax)
Heiskalansaari är en ö i Finland. Den ligger i sjön Nerkoonjärvi och i kommunen Idensalmi i den ekonomiska regionen  Övre Savolax ekonomiska region  och landskapet Norra Savolax, i den centrala delen av landet, 400 km norr om huvudstaden Helsingfors. Öns area är 67 hektar och dess största längd är 1,5 kilometer i nord-sydlig riktning.